# Montemor-o-Novo
Montemor-o-Novo község és település Portugáliában, Évora kerületben. A település területe 1232,97 négyzetkilométer. Montemor-o-Novo lakossága 17437 fő volt a 2011-es adatok alapján. A településen a népsűrűség 14 fő/ négyzetkilométer. A település jelenlegi vezetője Hortênsia Menino. A városnak 8928 lakosa van.
A község napja minden évben március 8-án van. 
A község a következő településeket foglalja magába, melyek:
- Cabrela
- Ciborro
- Cortiçadas de Lavre e Lavre
- Foros de Vale de Figueira
- Nossa Senhora da Vila, Nossa Senhora do Bispo e Silveiras
- Santiago do Escoural
- São Cristóvão

## Fordítás
Ez a szócikk részben vagy egészben  a   Montemor-o-Novo című angol Wikipédia-szócikk ezen változatának fordításán alapul.  Az eredeti cikk szerkesztőit annak laptörténete sorolja fel. Ez a jelzés csupán a megfogalmazás eredetét és a szerzői jogokat jelzi, nem szolgál a cikkben szereplő információk forrásmegjelöléseként.